# せみ
せみは、第二次世界大戦期に日本内燃機が製造した航空機用レシプロエンジン。フランス製のAVA-4Hエンジンを国産化したもの。NH-1 雲雀（プー・ド・シェルのライセンス生産機）用に開発され、一式標的機や前翼型滑空機などの機体に搭載された。

## 諸元
- 型式：せみ一一型（AVA-4H）
- 形式：空冷式水平対向4気筒
- 製造：日本内燃機
- 乾燥重量：41 kg
- 公称出力：25 hp
- 離陸出力：35 hp